# Amityville Horror (film)
Horror Amityville – horror produkcji amerykańskiej z 1979 roku w reżyserii Stuarta Rosenberga. Scenariusz do filmu powstał na podstawie powieści Jaya Ansona. Muzykę skomponował Lalo Schifrin, za którą otrzymał nominację do Oscara.

## Fabuła

Dom, w którym rozgrywa się akcja filmu.

Nocą 13 listopada 1974 roku w jednej z rezydencji na Long Island zostaje zastrzelonych sześcioro członków rodziny DeFeo. Kilka dni później do winy przyznaje się Ronald DeFeo Jr. Twierdzi, że popełnił zbrodnię, ponieważ zmusiły go do tego tajemnicze głosy, które słyszał w domu. Mija 13 miesięcy. Posiadłość kupują George i Kathy Lutzowie. Oboje są przekonani, że znaleźli swoje miejsce na ziemi i nic nie zakłóci ich szczęścia. Niestety, gdy tylko wprowadzają się do domu, wokół nich zaczynają dziać się dziwne i przerażające rzeczy.

## Obsada
- James Brolin – George Lutz
- Margot Kidder – Kathy Lutz
- Rod Steiger – ojciec Delaney
- Don Stroud – ojciec Bolen
- Murray Hamilton – ojciec Ryan
- John Larch – ojciec Nuncio
- Natasha Ryan – Amy
- K.C. Martel – Greg
- Meeno Peluce – Matt
- Michael Sacks – Jeff
- Helen Shaver – Carolyn
- Amy Wright – Jackie
- Val Avery – sierżant Gionfriddo
- Irene Dailey – ciotka Helena
- Marc Vahanian – Jimmy
- Elsa Raven – pani Townsend
- Ellen Saland – panna młoda
- Eddie Barth – Agucci